# Toxops montanus
Toxops montanus är en spindelart som beskrevs av Hickman 1940. Toxops montanus ingår i släktet Toxops och familjen Desidae.
Artens utbredningsområde är Tasmanien. Inga underarter finns listade i Catalogue of Life.